# Ронкофераро
Ронкофераро (итал. Roncoferraro) је насеље у Италији у округу Мантова, региону Ломбардија.
Према процени из 2011. у насељу је живело 2854 становника. Насеље се налази на надморској висини од 20 м.

## Становништво
Према резултатима пописа становништва 2011. у општини је живело 7.201 становника.
| 1931. | 1936. | 1951.  | 1961. | 1971. | 1981. | 1991. | 2001. | 2011. |
| ----- | ----- | ------ | ----- | ----- | ----- | ----- | ----- | ----- |
| 9.508 | 9.514 | 10.137 | 8.409 | 7.121 | 6.777 | 6.800 | 6.604 | 7.201 |